# Aftermath (álbum de Amy Lee)
Aftermath es la banda sonora de la cantante, pianista, compositora y cofundadora de la banda de rock y metal Evanescence, Amy Lee con la participación del violonchelista Dave Eggar para la película War Story. El álbum fue lanzado el 25 de agosto de 2014 en iTunes Store y Amazon.com. Este sería el primer trabajo de Amy Lee como solista y contiene 10 pistas, muchas de estas son instrumentales.

## Historia
Lee reveló que ella y Dave Eggar compondrán para la película War Story por primera vez en diciembre de 2013 a través de Twitter. Un mes más tarde en una entrevista con MTV News reveló que nuevo material va a 'sorprender' a sus fanes. Explicó: "Va a sorprender a mis fans. No es lo que esperan; la película es muy oscura, muy introspectiva. Ni siquiera hay mucho diálogo, lo cual es genial, porque para mí hace una hermosa y triste plataforma para la música. Hay una gran cantidad de mezcla de sonidos, una gran cantidad de tonos ominosos."
Antes de que esa entrevista fuese lanzada se reveló que Amy estaba demandando a su disquera Wind-up Records para la retención de $1.5 millones de dólares en regalías. Ella dijo más tarde que mejor se quedaría callada sobre ese tema. Dos meses más tarde, Lee anunció que se liberó de la discográfica y que ya es libre de hacer lo que quiera.
Amy anuncia el álbum Aftermath mediante sus redes sociales el 6 de agosto de 2014. Dos avances del álbum fueron subidos al canal de Youtube de la cantante y al de Vevo de la banda durante el mes de agosto.
Unos días antes del lanzamiento Amy revela un avance de la canción "Lockdown" en YouTube.

## Grabación
El proceso de grabación para el álbum tuvo un período de aproximadamente un año y medio, entre 2013 y 2014. Dave Eggar declaró en una entrevista que el proceso de la grabación fue "muy divertido" y que cambiaron muchas cosas durante el proceso. También dijo que decidieron añadir música en la que se inspiró en el filme, pero no fue incluida en esta, para que el oyente podría convertirse en una "parte de [su] camino".

## Lista de canciones
| Aftermath |                                             |                                    |                                                 |          |  |
| N.º       | Título                                      | Escritor(es)                       | Productor(es)                                   | Duración |  |
| 1.        | «Push the Button»                           | Amy Lee.                           | Amy Lee.                                        | 3:13     |  |
| 2.        | «White Out» (con Dave Eggar)                | Dave Eggar, Chuck Palmer.          | Dave Eggar, Chuck Palmer.                       | 1:29     |  |
| 3.        | «Remember to Breathe» (con Dave Eggar)      | Dave Eggar.                        | Amy Lee.                                        | 1:24     |  |
| 4.        | «Dark Water» (con Malika Zarra)             | Amy Lee, Dave Eggar, Chuck Palmer. | Amy Lee, Dave Eggar, Chuck Palmer, Johnny Nice. | 3:29     |  |
| 5.        | «Between Worlds» (con Dave Eggar)           | Amy Lee, Dave Eggar, Chuck Palmer. | Amy Lee, Chuck Palmer.                          | 3:35     |  |
| 6.        | «Drifter» (con Dave Eggar)                  | Amy Lee, Dave Eggar.               | Amy Lee.                                        | 1:55     |  |
| 7.        | «Can't Stop What's Coming» (con Dave Eggar) | Amy Lee, Dave Eggar, Chuck Palmer. | Amy Lee, Chuck Palmer.                          | 2:04     |  |
| 8.        | «Voice in My Head» (con Dave Eggar)         | Amy Lee, Dave Eggar.               | Amy Lee, Dave Eggar, Chuck Palmer.              | 3:47     |  |
| 9.        | «Lockdown» (con Dave Eggar)                 | Amy Lee, Chuck Palmer.             | Amy Lee, Dave Eggar, Chuck Palmer.              | 4:58     |  |
| 10.       | «After» (con Dave Eggar)                    | Dave Eggar, Chuck Palmer.          | Chuck Palmer.                                   | 3:53     |  |
| 29:47     |                                             |                                    |                                                 |          |  |